# Karsten Dusse
Karsten Dusse né le 30 avril 1973 à Essen en Allemagne est un avocat et écrivain de romans policiers allemands. Il est principalement connu pour être l'auteur de la série littéraire Les Meurtres zen, adaptée en série homonyme par Netflix.

## Biographie
Karsten Dusse naît le 30 avril 1973. En 2005, il obtient son diplôme d'avocat à Bonn. En parallèle à ses études, il exerce différents métiers dans les médias.
Entre 2022 et 2024 paraissent en français trois romans policiers de Dusse dans la série Les Meurtres zen. Le personnage principal est un avocat de la mafia locale qui cherche à éliminer la pression exercée par ses relations mafieuses. Il y parvient en suivant les préceptes de la pleine conscience et en appliquant des méthodes tout à fait illégales, justifiant ses actions par une éthique douteuse.

## Ouvrages traduits en français
- Des meurtres qui font du bien, ChercheMidi, 24 octobre 2022  (ISBN 9782749172491)[4]
- Des meurtres pour lâcher prise, Pocket, 21 mars 2024  (ISBN 9782266337960)[5]
- (trad. Jenny Bussek) Des meurtres pour retrouver son calme, Cherche Midi, 2023  (ISBN 9782749176734)[6]